# Ursina
Ursina és una població dels Estats Units a l'estat de Pennsilvània. Segons el cens del 2000 tenia 254 habitants.

## Demografia
Segons el cens del 2000, Ursina tenia 254 habitants, 112 habitatges, i 74 famílies. La densitat de població era de 132,5 habitants/km².
Dels 112 habitatges en un 25% hi vivien nens de menys de 18 anys, en un 55,4% hi vivien parelles casades, en un 8,9% dones solteres, i en un 33,9% no eren unitats familiars. En el 28,6% dels habitatges hi vivien persones soles el 14,3% de les quals corresponia a persones de 65 anys o més que vivien soles. El nombre mitjà de persones vivint en cada habitatge era de 2,27 i el nombre mitjà de persones que vivien en cada família era de 2,73.
Per edats la població es repartia de la següent manera: un 17,7% tenia menys de 18 anys, un 6,7% entre 18 i 24, un 28% entre 25 i 44, un 30,3% de 45 a 60 i un 17,3% 65 anys o més.
L'edat mediana era de 42 anys. Per cada 100 dones de 18 o més anys hi havia 97,2 homes.
La renda mediana per habitatge era de 20.625$ i la renda mediana per família de 31.071$. Els homes tenien una renda mediana de 21.023$ mentre que les dones 15.208$. La renda per capita de la població era de 11.814$. Entorn del 15,2% de les famílies i el 27,6% de la població estaven per davall del llindar de pobresa.

## Poblacions més properes
El següent diagrama mostra les poblacions més properes.